# Mohamed Kamara (calciatore 1987)
Mohamed Kamara, meglio noto come Medo (Bo, 16 novembre 1987), è un calciatore sierraleonese, centrocampista del VJS.

## Carriera

### Club
Nato in Sierra Leone, si trasferisce in Finlandia dopo che i suoi genitori furono uccisi nella guerra civile. Nel 2010 passa al Partizan, dopo aver giocato contro gli stessi nelle qualificazioni della Champions League come giocatore dell'HJK. Kamara ha fatto il suo esordio nel Partizan il 4 settembre contro l'Hajduk Kula. Con i bianconeri ha collezionato anche alcune presenze in Champions League, giocando le partite contro l'Arsenal, lo Šachtar e il Braga.

### Nazionale
Ha esordito in nazionale nel 2011; ha partecipato alla Coppa delle nazioni africane 2021.

## Palmarès

### Club

#### Competizioni nazionali
- Coppa di Finlandia: 1

HJK: 2008
- Campionato finlandese: 2

HJK: 2009, 2010
- Coppa di Serbia: 1

Partizan: 2010-2011
- Campionato serbo: 3

Partizan: 2010-2011, 2011-2012, 2012-2013